# Лівада (залізничне селище)
Лівада (рос. Ливада; рум. Livada) — залізничне селище в Слободзейському районі в Молдові (Придністров'ї). Входить до складу селища Первомайськ.
| Молдова | Це незавершена стаття з географії Молдови. Ви можете допомогти проєкту, виправивши або дописавши її. |